# 6521 Pina
A 6521 Pina (ideiglenes jelöléssel 1991 LC1) a Naprendszer kisbolygóövében található aszteroida. Eleanor F. Helin fedezte fel 1991. június 15-én.
Az aszteroidát Pina Toscano Blanco tiszteletére nevezték el, aki évtizedeken keresztül rendszeresen a férjét, Carlo Blancot kísérő személy volt a csillagászati találkozókon. Folyamatos jelenléte tette őt a „feleségbizottságok” támogató tagjává, amelyek sokat tesznek az ilyen események érdekében. A kisbolygó neve Pina férje által javasolt név, a felfedező áldásával.